# Seven Lions
Джефф Монтальво (нар. 31 березня 1987, Санта-Барбара, Каліфорнія), відомий як Seven Lions — американський продюсер, реміксер, інструменталіст і ді-джей. Назва Seven Lions походить від фантастичної книги Джина Вульфа під назвою Латрі в тумані, Seven Lions є персонажом цієї книги.

## Біографія
Інтерес до виробництва музики у Монтальво з'явився у віці 7 років, коли його батько прийшов додому з Макінтошем і клавіатурою. До цього Джефф захоплювався металом і бачив себе як барабанщика, але врешті-решт вирішив писати саме електронну музику.

## Дискографія

### Міні-альбоми (EP's)
- Polarize (2012)
- Days to Come (2012)
- Worlds Apart (2014)
- The Throes Of Winter (2015)

### Сингли
- 2010: Trip Up (як Jeff Montalvo)
- 2011: Luna
- 2011: Below Us (feat. Shaz Sparks)
- 2011: Polarized (feat. Shaz Sparks)
- 2011: Tyven
- 2012: Days to Come (feat. Fiora)
- 2012: The Truth
- 2012: Fractals
- 2012: She Was (feat. The Birds of Paradise)
- 2012: Isis
- 2013: Fevers (feat. Minnesota and Mimi Page)
- 2013: Strangers (з Myon & Shane 54 feat. Туве Лу)

### Ремікси
| Рік  | Композиція              | Виконавець                              |
| ---- | ----------------------- | --------------------------------------- |
| 2011 | «Cosmic Love»           | Florence and the Machine                |
| 2011 | «You Got to Go»         | Above & Beyond feat. Зої Джонстон       |
| 2011 | «Satellite»             | OceanLab                                |
| 2012 | «All I Know»            | Matrix & Futurebound feat. Luke Bingham |
| 2012 | «On My Way to Heaven»   | Above & Beyond feat. Річард Бедфорд     |
| 2012 | «Still With Me»         | Tritonal feat. Cristina Soto            |
| 2012 | «The Great Divide»      | Velvetine                               |
| 2012 | «Days Turn Into Nights» | Delerium feat. Michael Logan            |
| 2012 | «All Alone»             | Superbus                                |
| 2012 | «I Don't Deserve You»   | Пол ван Дайк feat. Plumb                |
| 2013 | «Running to the Sea»    | Röyksopp feat. Susanne Sundfør          |